# Nosy Iranja
Nosy Iranja är en ö i Madagaskar.   Den ligger i regionen Diana, i den norra delen av landet, 600 km norr om huvudstaden Antananarivo.